# Hannah Kudjoe
Hannah Kudjoe (diciembre de 1918 - 9 de marzo de 1986), de soltera Hannah Dadson, fue una importante activista que luchó por la independencia de Ghana en las décadas de 1940 y 1950. Fue una de las primeras mujeres nacionalistas de alto perfil en el movimiento por la independencia, y se desempeñó como la Secretaria Nacional de propaganda en el Partido de la Convención Popular. También fue una activa filántropa y trabajó para mejorar las condiciones de vida en el norte de Ghana.

## Primeros años
Hannah Kudjoe nació en Busua, en la región occidental de la Costa de Oro, actualmente Ghana, en diciembre de 1918. Fue la menor de 10 hermanos. Luego de finalizar la escuela, se convirtió en una modista popular en Tarkwa, donde se casó con J. C. Kudjoe, que se desempañaba como gerente de una mina de oro cercana. El matrimonio fue breve, y Hannah se fue a vivir con su hermano, E. K. Dadson, un importante activista de la United Gold Coast Convention" (UGCC). Ello la motivó a participar de la política, en particular cuando Kwame Nkrumah se alojó en su casa en junio de 1947 y la convenció acerca de la importancia de la participación de las mujeres en política.

## Carrera política
Luego de su encuentro con Nkrumah, Kudjoe comenzó a apoyar al UGCC. En marzo de 1948, cuando los "Seis Grandes" ('"The Big Six", los seis líderes más importantes) del partido fueron arrestados, Kudjoe recaudó fondos y lideró una campaña por su liberación. Estuvo muy involucrada en el Comité por la Organización de la Juventud del UGCC y siguió sus pasos cuando se dividieron del UGCC para formar el Partido de la Convención Popular (CPP), siendo la única mujer presente cuando se tomó la decisión de la fractura. Kudjoe estuvo fuertemente involucrada en la campaña "Positive Action", una campaña masiva de desobediencia civil que finalmente condujo al final del gobierno colonial, promovió un apoyo masivo para el CPP donde demostró dotes de eficiente organizadora, movilizando a mucha gente incluyendo mujeres.
Cuando tirunfó la causa de la independencia, Kudjoe fundó la Liga de Mujeres Africanas ("All-African Women's League") en 1957, que más tarde se transformó en la Liga de Mujeres de Ghana. Trabajó para establecer guardería infantiles a lo largo de todo el país, y reclutó trabajadores y maestros para equipar a estos establecimientos.  También lideró una campaña contra la desnudez en el norte de Ghana, que incluyó la distribución gratuita de ropa donada desde otros países. Enseñó a mujeres sobre técnicas de higiene, tales como utilizar agua hervida para bañar a los niños. Realizó todas estas actividades con mucha independencia del nuevo gobierno, lo que llevó a que éste minimizara su tarea. También ayudó a distribuir alimentos en épocas de carestía, y alentó a las mujeres a producir sus propios alimentos.

## Muerte
Hannah Kudjoe murió el 9 de marzo de 1986. En su obituario, publicado el 8 de mayo de 1986, dice "Fue una joya invaluable que contribuyó en no poca medida a la emancipación política de Ghana de las garras del imperialismo. El vacío espiritual creado por su muerte, si bien temporario, será difícil de llenar." Su funeral tuvo lugar en la Iglesia Metodista de Acra el 6 de julio de 1986.